# NICI
NICI GmbH, già NICI AG fino al dicembre 2006, è un'azienda tedesca con sede a Altenkunstadt nel nord della Baviera una regione dell'Alta Franconia. L'impresa è stata fondata nel 1986, e produce giocattoli di peluche, cancelleria, biglietti di auguri, cuscini, magneti e altri gadget con i personaggi disegnati dall'azienda. NICI ha prodotto Goleo, la mascotte del Campionato mondiale di calcio 2006